# Euphorbia lutulenta
Euphorbia lutulenta là một loài thực vật có hoa trong họ Đại kích. Loài này được (Croizat) Oudejans mô tả khoa học đầu tiên năm 1989.